# Linda Taylor
Linda Taylor (nome de batismo Martha Louise White; Golddust, Tennesse Janeiro de 1926 - 18 de abril de 2002) foi uma mulher americana que cometeu extensas fraudes em programas de bem-estar social e, após a publicação de um artigo na Chicago Tribune no outono de 1974, ficou conhecida como a "Rainha das pensões" (em inglês: "welfare queen"). Relatos das atividades de Taylor foram usadas pelo então candidato a presidência Ronald Reagan, em sua campanha presidencial de 1976 em diante, para ilustrar as suas críticas à programas sociais nos Estados Unidos. Especula-se que as atividades criminais de Taylor se estendem para além de fraudes contra programas de bem estar social, incluindo assaltos, furtos, fraude contra seguros, bigamia, sequestro e possivelmente até assassinato.

## Identidade e juventude
Taylor nasceu na cidade de Golddust, no Tennessee, filha de Lydia Mooney White, alguns meses antes de White se mudar do local para Summit, no Alabama. Embora nenhuma certidão de nascimento ter sido emitida, o biógrafo Josh Levin supôs, baseado em detalhes fornecidos pelos parentes de Taylor que o seu nascimento provavelmente ocorreu em janeiro de 1926. Ao nascer, lhe deram o nome de Martha Louise White. Em outubro de 1926, Lydia White se casou com Joseph Jackson Miller, e subsequentemente o Censo dos Estados Unidos registrou "Martha Louise Miller" como filha de ambos. A identidade do pai biológico de Taylor é desconhecida. Nos registros do censo e por testemunhos feitos em audiência, seus familiares deram informações variadas sobre a sua ascendência, mas sempre a identificavam como sendo de origem "branca". Rumores na família indicam que o seu pai era negro, mas Lydia White poderia ter sido condenada por conta de uma Lei Local do Alabama que proibia relacionamentos interraciais, caso ela admitisse o contrário.
Ao longo de sua vida, Taylor se apresentava como sendo de várias raças e etnias diferentes, incluindo negra, asiática, hispânica e judia. Taylor também se apresentava como tendo diferentes idades, ao ponto de um oficial ter constatado em 1974 que "Parece que ela pode ter qualquer idade que quiser, dos 20 aos 50 e poucos anos".  Apesar dela ter sido mais conhecida pelo nome Linda Taylor, novos dados indicam que ela usava mais de 80 nomes diferentes, frequentemente seguidos de identidades falsas, para acompanhar. Seus pseudônimos incluíram ''Linda Bennett'', ''Connie Jarvis'', ''Linda Jones'', ''Constance Loyd'', ''Linda Lynch'', ''Linda Mallexo'', ''Linda Ray'', ''Constance Rayne'', ''Linda Sholvia'', ''Linda Taylor'', ''Constance Wakefield'' e ''Connie Walker''. Suas muitas identidades incluíam o uso do título "pastora" e também por se passar como enfermeira, médica e conselheira espiritual, usuária de Vodu Haitiano.

## Prisão, julgamento e cobertura midiática
Em 8 de agosto de 1974, Taylor deu entrada em um Boletim de Ocorrência alegando que foi roubada em $14,000 em dinheiro, joias e peles. O detetive de Chicago Jack Sherwin e Jerry Kush, que pegaram o caso, a reconheceram de um outro boletim de ocorrência similar, e assim ela ficou sob suspeita de falsa comunicação de crime, pelo qual ela foi processada mais tarde. Outrossim, Taylor era suspeita de cometer fraudes depois que Sherwin descobriu cheques de pagamentos fiscais feitos em nome de pessoas diferentes em seu apartamento.
Sob investigação, Sherwin descobriu que Taylor era procurada pelo crime de fraude contra programas de bem-estar social na cidade de Michigan. Ela foi presa no fim de agosto de 1974 para possível extradição para o Michigan. Libertada mediante fiança, Taylor saiu do estado e tornou-se uma fugitiva até 9 de outubro de 1974, quando foi pega em Tucson, Arizona.  Enquanto os detetives tiveram problemas em ganhar o interesse dos oficiais de ambos os estados e advogados federais, a mídia de Chicago foi bem receptiva ao que os detetives lhes contaram. O caso foi usado em conflitos entre os membros do Poder Legislativo do Estado de Illinois e entre o governador Dan Walker e seus desafetos políticos, com o caso de Taylor sendo citado para apoiar a tese de que o crime de fraudes contra os programas de bem-estar social estavam fora de controle.
Após seu retorno a Illinois, os promotores abriram 31 acusações em seu desfavor por fraude, perjúrio e bigamia, alegando que ela teve acesso à  planos de saúde, através de cheques de pagamento emitidos por números de identidade e nomes diferentes. Seu advogado, R. Eugene Pincham, conseguiu adiar o seu julgamento para março de 1977, momento em que as acusações foram reduzidas significativamente. As alegações iniciais envolvendo 80 pseudônimos e mais de US $ 100.000 em fundos obtidos de forma fraudulenta foram reduzidos a acusações envolvendo US $ 8.000,00 obtidos por meio de quatro pseudônimos, e acusações de perjúrio em seu depoimento perante um júri. As acusações de bigamia foram retiradas. Depois de um julgamento que durou menos de três semanas, o júri deliberou por cerca de sete horas antes de considerá-la culpada em 17 de março de 1977. Taylor foi sentenciada a prisão, de dois a seis anos por fraude à programas sociais e um ano pelas acusações de perjúrio, a serem cumpridas consecutivamente. Ela começou a cumprir pena na prisão de "Dwight Correctional Center" em 16 de fevereiro de 1978.
Ronald Reagan, como candidato a presidência em 1976, fazia regularmente críticas quanto aos programas de bem estar social serem imperfeitos e repetidamente usava o caso de Linda Taylor como exemplo, apesar de nunca ter se referido a ela pelo nome. Nos comícios de campanha em janeiro de 1976, durante as primárias presidenciais de New Hampshire, Reagan afirmou que a renda de Taylor havia sido de $ 150.000,00 por ano, valor este vindo de um relatório da Tribuna de Chicago.
Depois de perder a nominação para o partido Republicano para Gerald Ford, Reagan disse em uma emissora de rádio para os seus eleitores que "os ganhos dela são estimados em milhões de dólares", uma alegação que, de acordo com a sua biógrafa Josh Levin, parece carecer de provas. Outras alegações de Reagan sofre os "seus três carros novos", incluindo um Cadillac, eram verdade. Suas ações fraudulentas foram até então estimadas em $40.000,00 através dos anos. Porém, ela apenas foi acusada de roubar $8.000,00 devido a dificuldades de serem apresentados evidenciais passíveis de verificação.

## Suspeita de outros crimes
Taylor é suspeita de ser uma mulher que se passou por enfermeira e sequestrou um bebê, de nome Paul Joseph Fronczak, do Hospital Michael Reese  em Chicago no fim de abril de 1964. O filho de Taylor disse que ela frequentemente pegava o filho de outras pessoas, e a polícia também suspeitava dela no caso, mas o sequestro de Paul Fronczak nunca foi solucionado. Ao seguir pistas e dados genéticas, foi descoberto que Fronczak estava morando em Michigan em dezembro 2019.  Acreditava-se que Taylor era uma sequestradora e possivelmente uma assassina, porém as ofensas nunca foram propriamente substanciais no decorrer da investigação. Três pessoas que ela era próxima morreram em circunstâncias muito suspeitas, nos anos 70 e 80

## Anos finais e morte
Taylor foi posta em liberdade condicional em 11 de abril de 1980. Sua condicional foi completada em 26 de março de 1981. Taylor voltou para o seu marido Sherman Ray, vez que eles haviam se casado pouco antes de sua prisão em 1974. Em 25 de agosto de 1983, Ray levou um tiro de  Willtrue Loyd, o que mais tarde foi constatado como um acidente. Taylor foi beneficiária do seguro de vida de Ray. Loyd e Taylor se mudaram para a Flórida e se casaram logo em seguida em março de 1986. Quando Loyd morreu em 1992, Taylor (através do pseudônimo ''Linda Lynch'')  foi listada como uma parente próxima de Loyd, mas alegou ser sua neta ao invés de sua esposa. Taylor morreu de um ataque cardíaco em 18 de abril de 2002 no Hospital Ingalls Memorial  fora de Chicago. Seus restos mortais foram cremados.

### Trabalhos citados
- Levin, Josh (2019). The Queen: The Forgotten Life Behind an American Myth. New York: Little, Brown and Company. ISBN 9780316513302